# Bahnhof St. Margrethen

Der Bahnhof St. Margrethen ist der Bahnhof der Schweizer Gemeinde St. Margrethen im Kanton St. Gallen. Er wurde im Jahr 1858 eingeweiht und verfügt über drei Gleise. Von Osten her kommend ist er für viele Zugverbindungen der erste Bahnhof auf Schweizer Staatsgebiet.

## Geschichte

### Entstehung und Etablierung

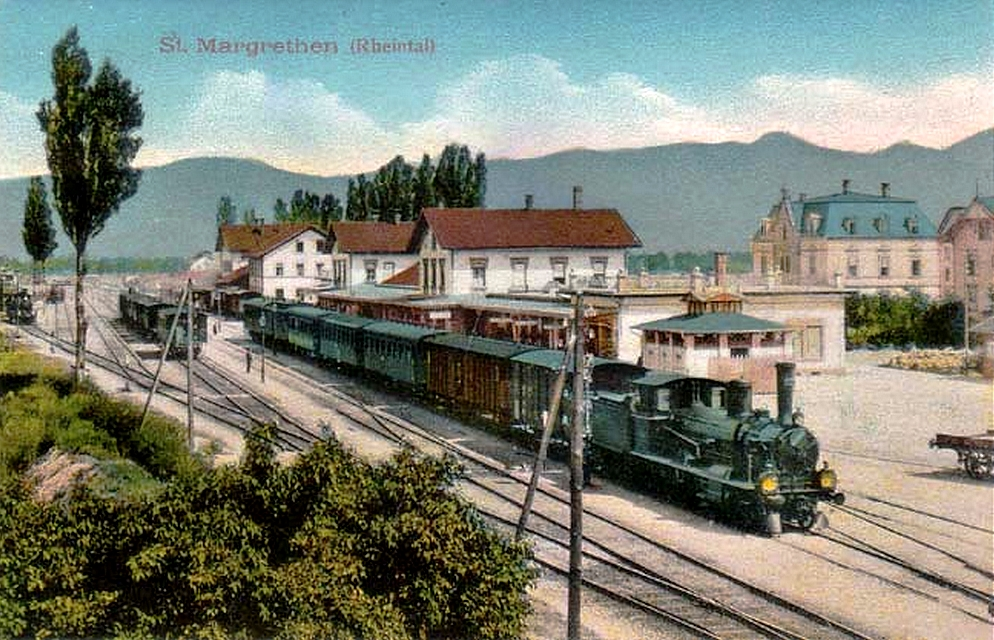
Bahnhof St. Margrethen im Jahr 1910

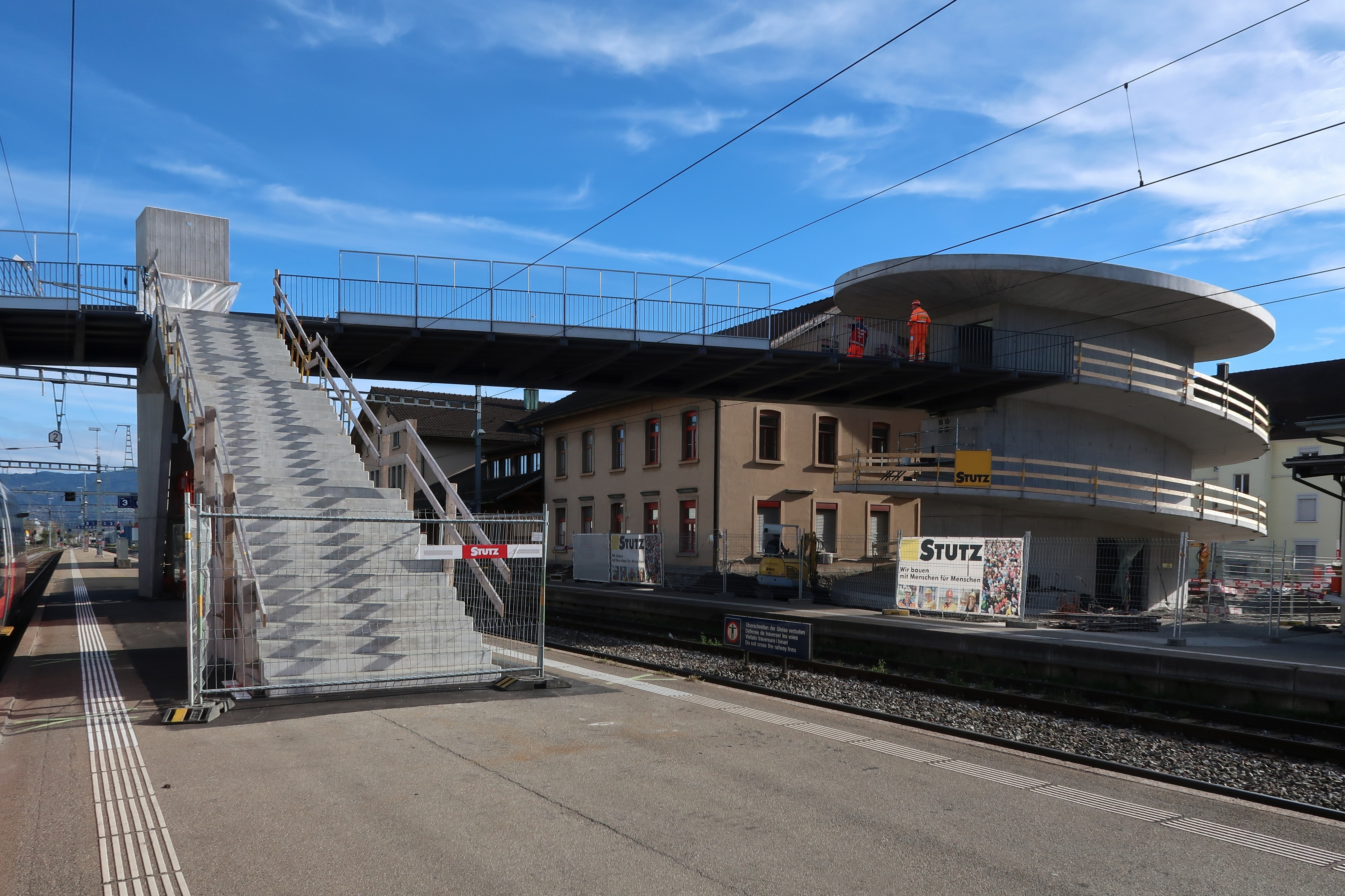
Passarelle, im Bau (2020)

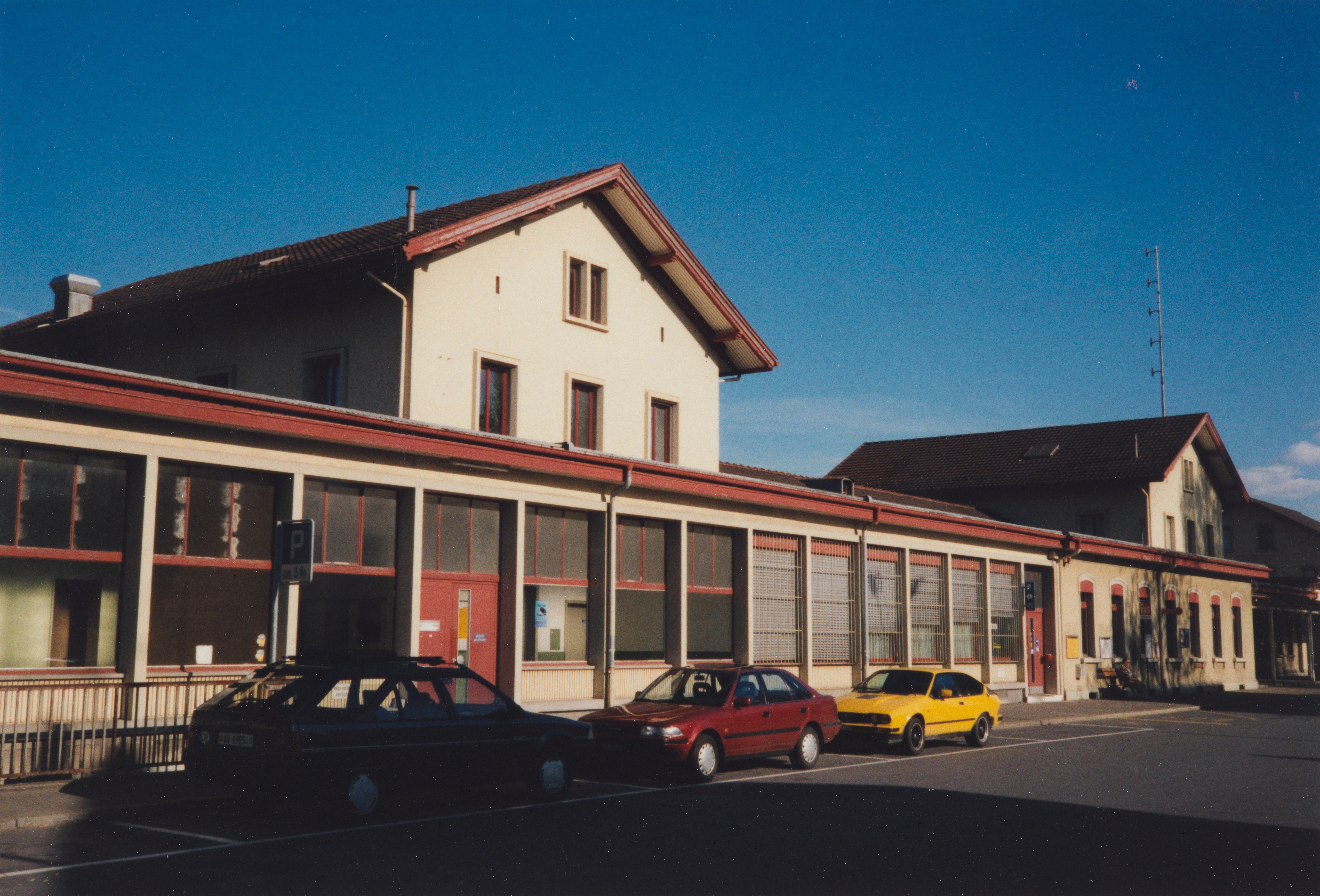
Bahnhofsgebäude Strassenseite (1995)

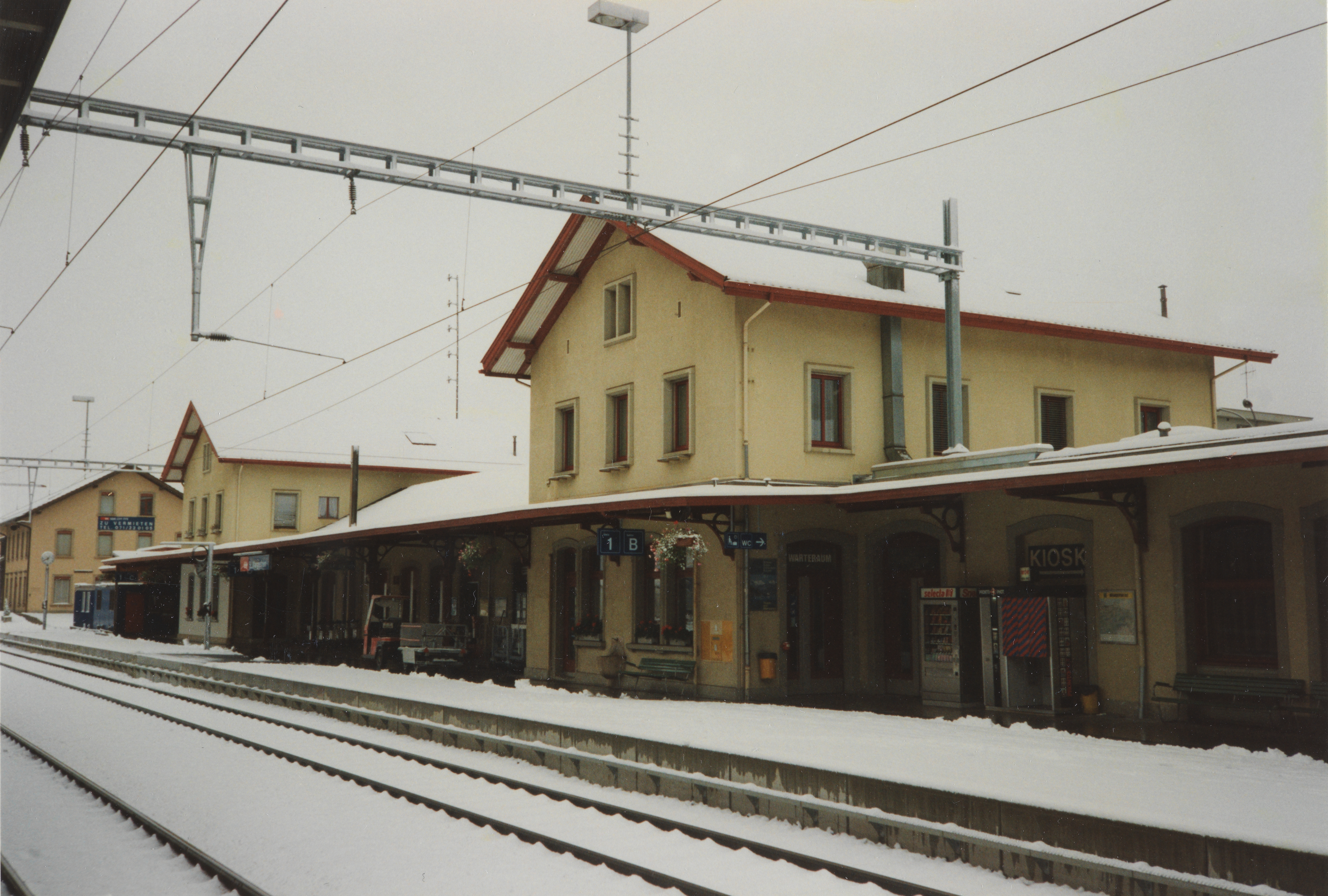
Bahnhofsgebäude Bahnseite Winterbild (1995)

Entstanden ist der Bahnhof St. Margrethen im Rahmen des Baus der Rheintallinie durch die Vereinigten Schweizerbahnen. Im Jahr 1858 wurde er eröffnet. Durch den Bau der Bahnstrecke St. Margrethen–Lauterach hinüber nach Österreich im Jahr 1872, die von der Vorarlberger Bahn betrieben wurde, wurde der Bahnhof zum Grenzbahnhof. Dadurch erlebte auch die Gemeinde St. Margrethen einen starken wirtschaftlichen Aufschwung. Ab 1873 konnte man von St. Margrethen ohne Umsteigen nach Zürich oder München reisen. Es siedelten sich in der Nähe zahlreiche industrielle Betreibe an, beispielsweise die HIAG Holzindustrie AG oder die Lackfabrik Fey&Cie. Dadurch erhielt die Umgebung des Bahnhofs eine städtische Erscheinung. Im Jahr 1934 wurde im Bahnhof eine Fahrleitung gespannt, im Jahr 1949 wurde auch die Strecke nach Österreich elektrifiziert.

### Heutige Situation

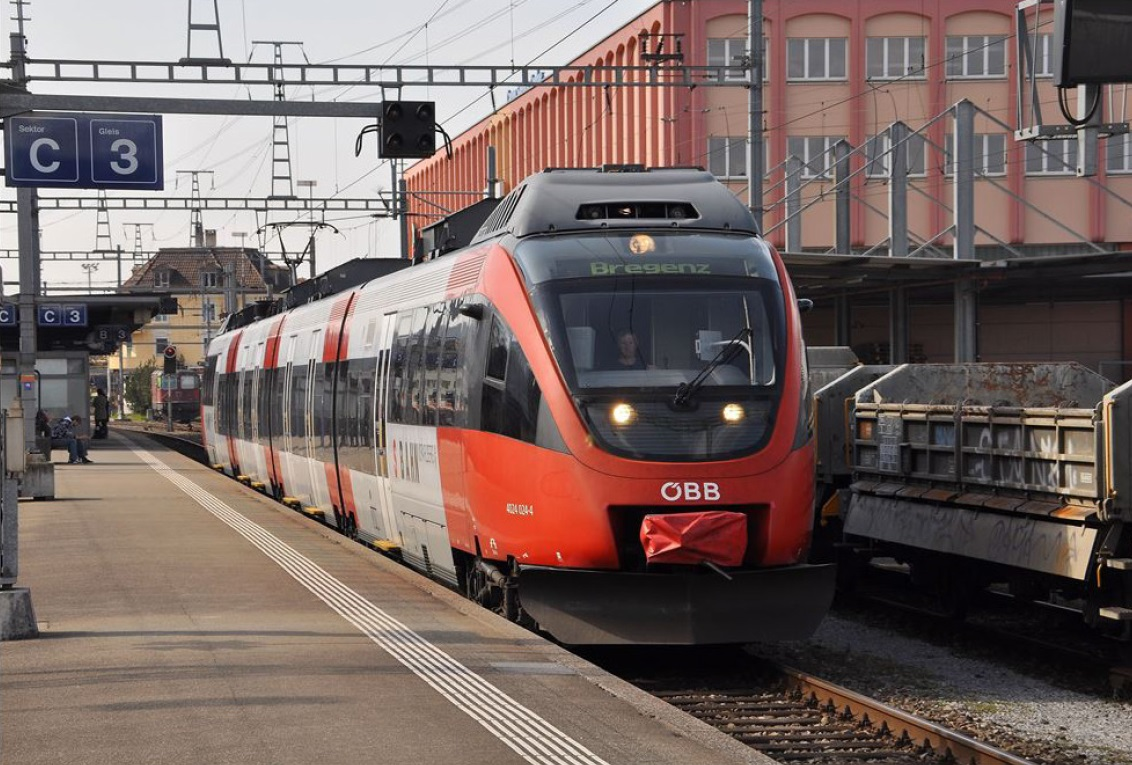
Triebzug der ÖBB in St. Margrethen

Heute verkehren im Bahnhof St. Margrethen verschiedene Zuggattungen der SBB, der ÖBB und der DB. Auch von den privaten Bahngesellschaften Thurbo und SOB wird der Bahnhof angefahren.

## Ausstattung
Der Bahnhof ist rollstuhlgängig, verfügt über einen bedienten Ticketschalter, Geldwechsel und einen Lebensmittelshop. Auch Mobility unterhält am Bahnhof einen Standort.

## Betrieb
Im Bahnhof St. Margrethen halten täglich um die 200 Züge. Durchschnittlich stiegen 2018 im Bahnhof St. Margrethen täglich 2543 Bahnreisende ein und aus.

### Fernverkehr
- 13 Zürich HB/St. Gallen – Sargans/Chur teilweise , teilweise  FS  (Alpenrhein-Express) (SBB/SOB)
- Zürich HB – St. Gallen – Memmingen – München    TT

### Regionalverkehr
- RE St. Gallen – Rorschach – Buchs SG – Sargans (Thurbo) (abends nach Betriebseinstellung des  13)

#### S-Bahn St. Gallen
- S 2 Nesslau-Neu St. Johann – Herisau – St. Gallen – Rorschach – St. Margrethen – Altstätten (Thurbo)
- S 4 Rapperswil – Uznach – Wattwil – Herisau – St. Gallen – Rorschach – St. Margrethen – Sargans (SOB) (verkehrt als S17 via Ziegelbrücke weiter nach Rapperswil)
- S 5 Weinfelden – Sulgen – Gossau SG – St. Gallen – Rorschach – St. Margrethen (Thurbo)
- S 7 Weinfelden – Sulgen – Romanshorn – Rorschach (– St. Margrethen – Bregenz – Lindau-Reutin) (Thurbo) (nach Lindau bis Fahrplanwechsel 2023/24 nur Samstag/Sonntag)
- SN22 Winterthur – Wil – St. Gallen – St. Margrethen – Heerbrugg  (Thurbo) (Nachtlinie)

#### S-Bahn Vorarlberg
- S 3 (Lochau-Hörbranz – Bregenz Hafen) – Bregenz – Riedenburg – Hard-Fußach – Lustenau – St. Margrethen
- R 5 St. Margrethen – Lustenau – Hard-Fußach – Lauterach – Dornbirn (– Feldkirch)

### Busverkehr
Vom Bahnhof St. Margrethen aus erschliessen drei Buslinien die nähere Umgebung. Sie werden betrieben vom Postauto und der Bus Ostschweiz.
- 224 St. Margrethen, Rheinpark – St. Margrethen, Bahnhof – Walzenhausen, Bahnhof – Zelg (Wolfhalden) – Bruggmühle – Wolfhalden – Heiden (Postauto)
- 225 St. Margrethen, Rheinpark – St. Margrethen, Bahnhof – Walzenhausen, Bahnhof – Walzenhausen, Schönenbühl – Wolfhalden – Heiden (Postauto)
- 304 Rheineck – St. Margrethen, Bahnhof – Au – Heerbrugg (Bus Ostschweiz)